# أراك (ولاية تمنراست)
أراك هي قرية جزائرية تقع في بلدية عين أمقل، في ولاية تمنراست، جنوب البلاد.

## معرض الصور

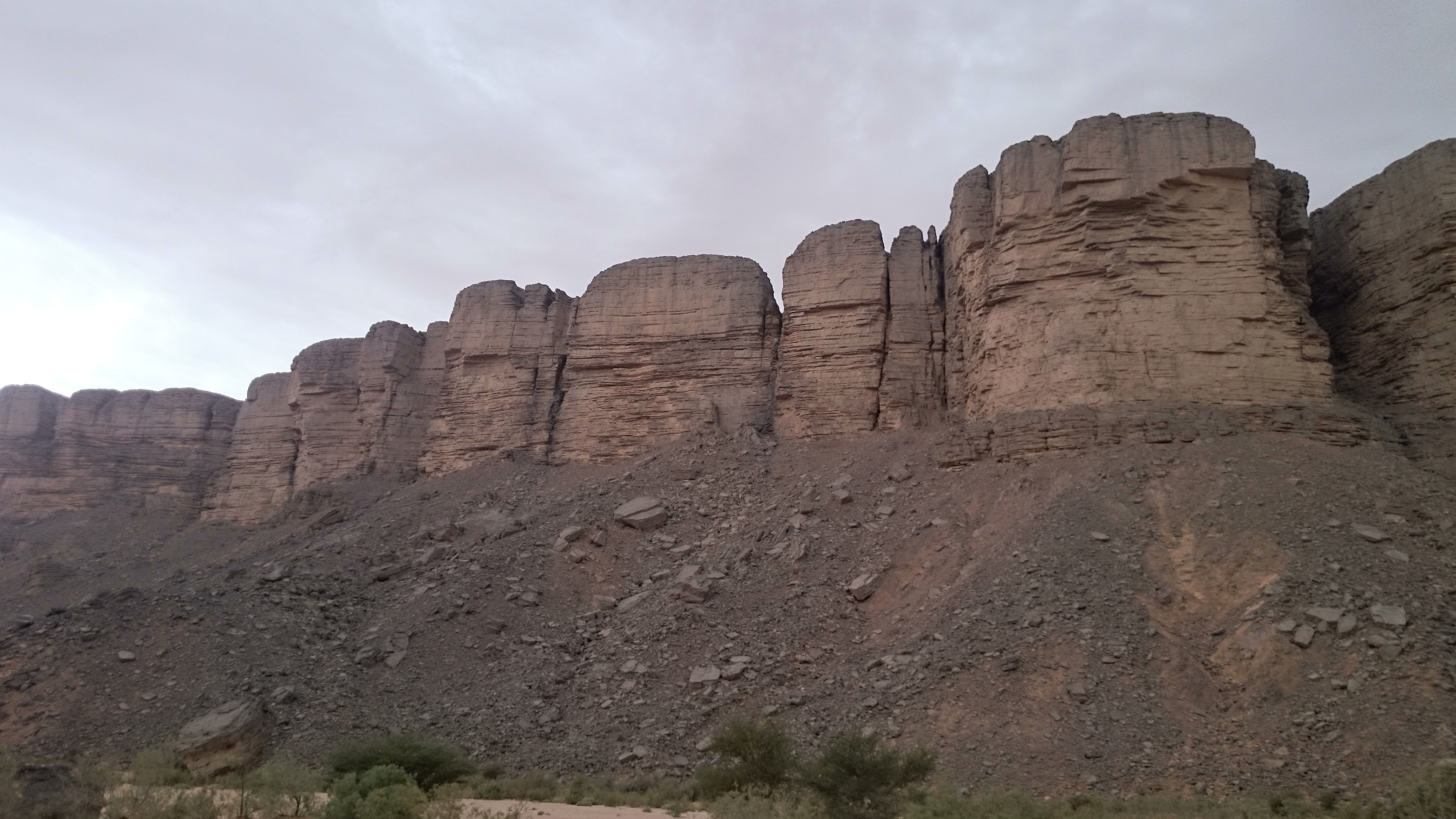
مضيق أراك
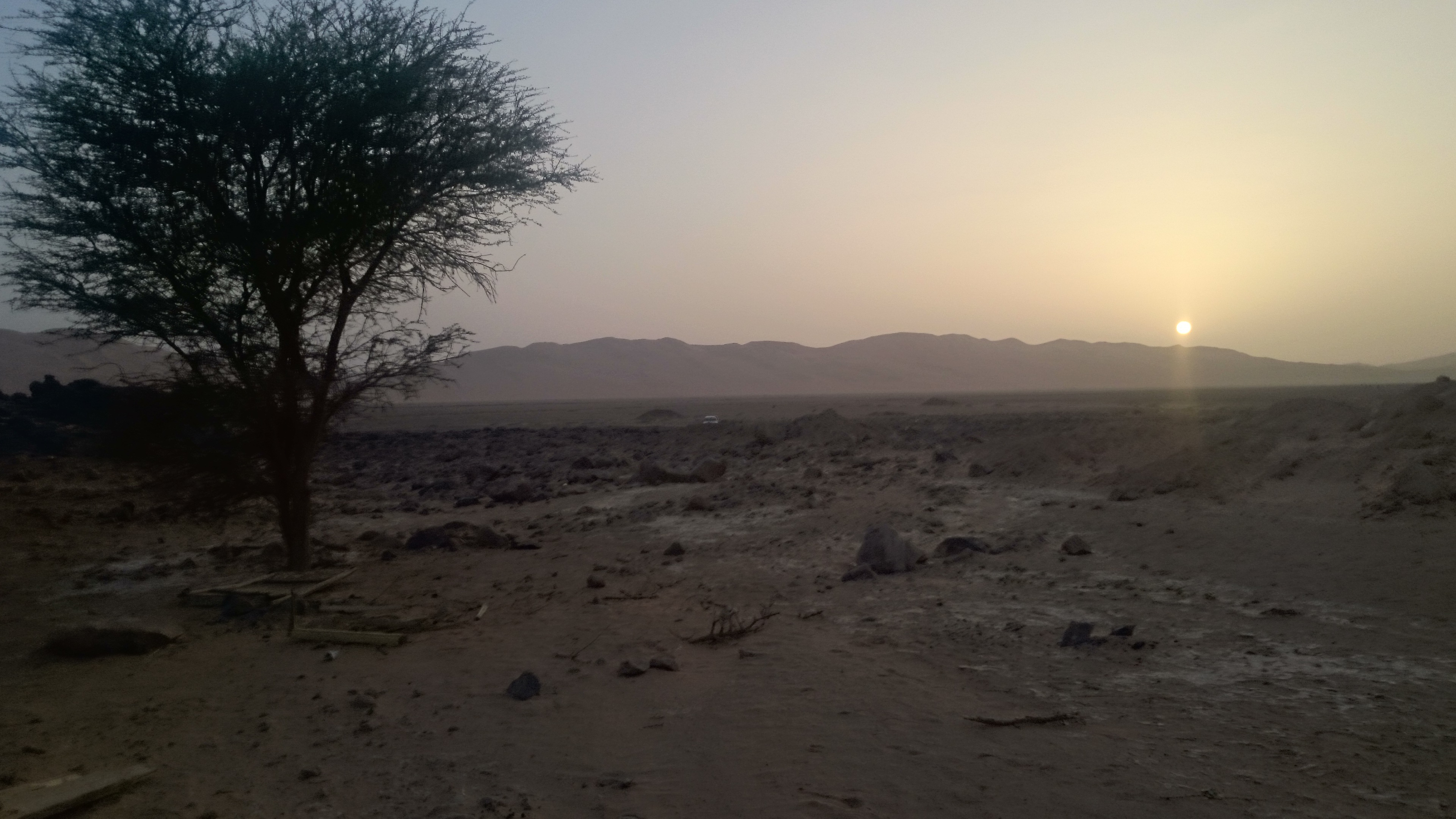
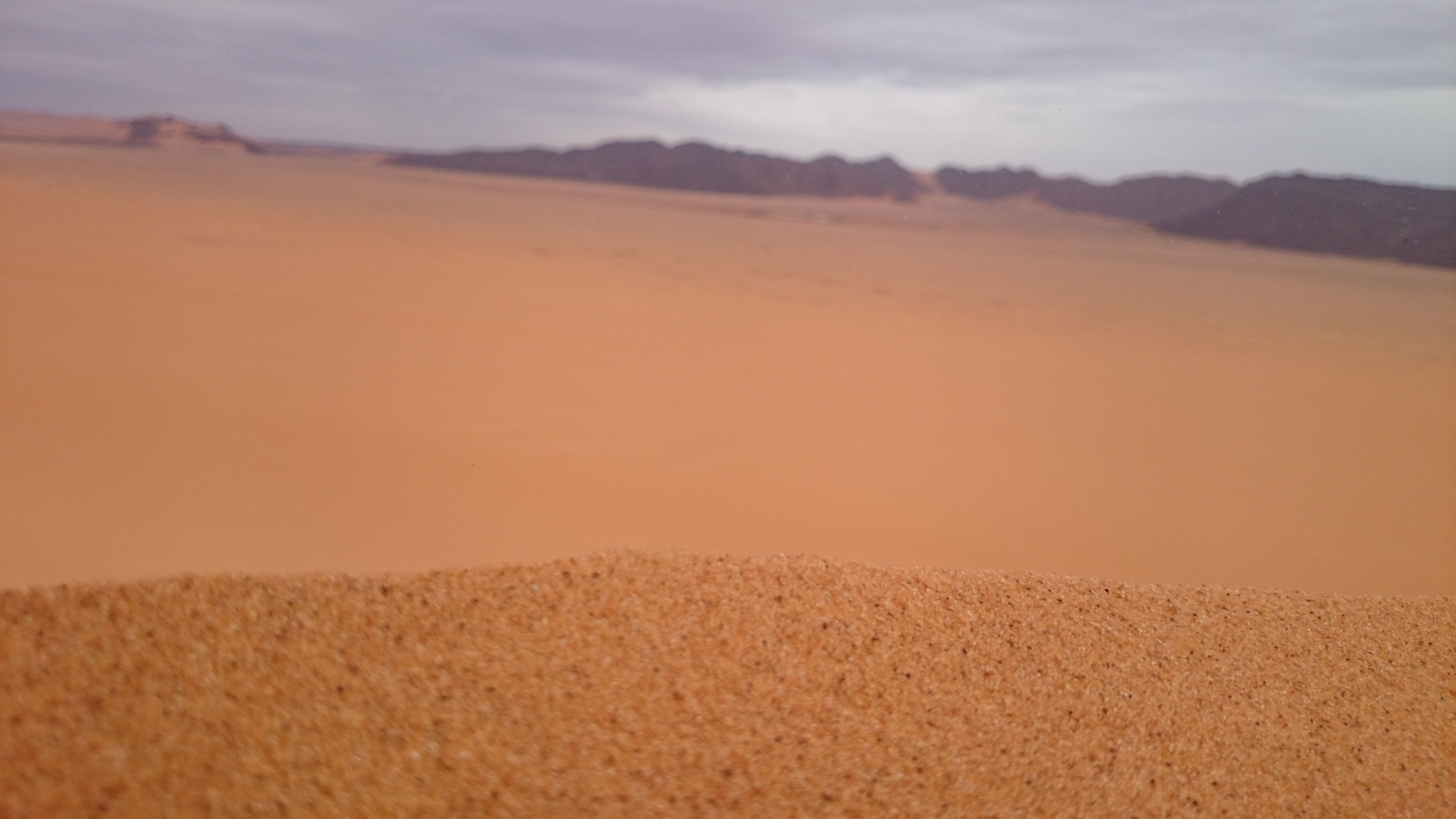